# Досяк Роман Мирославович

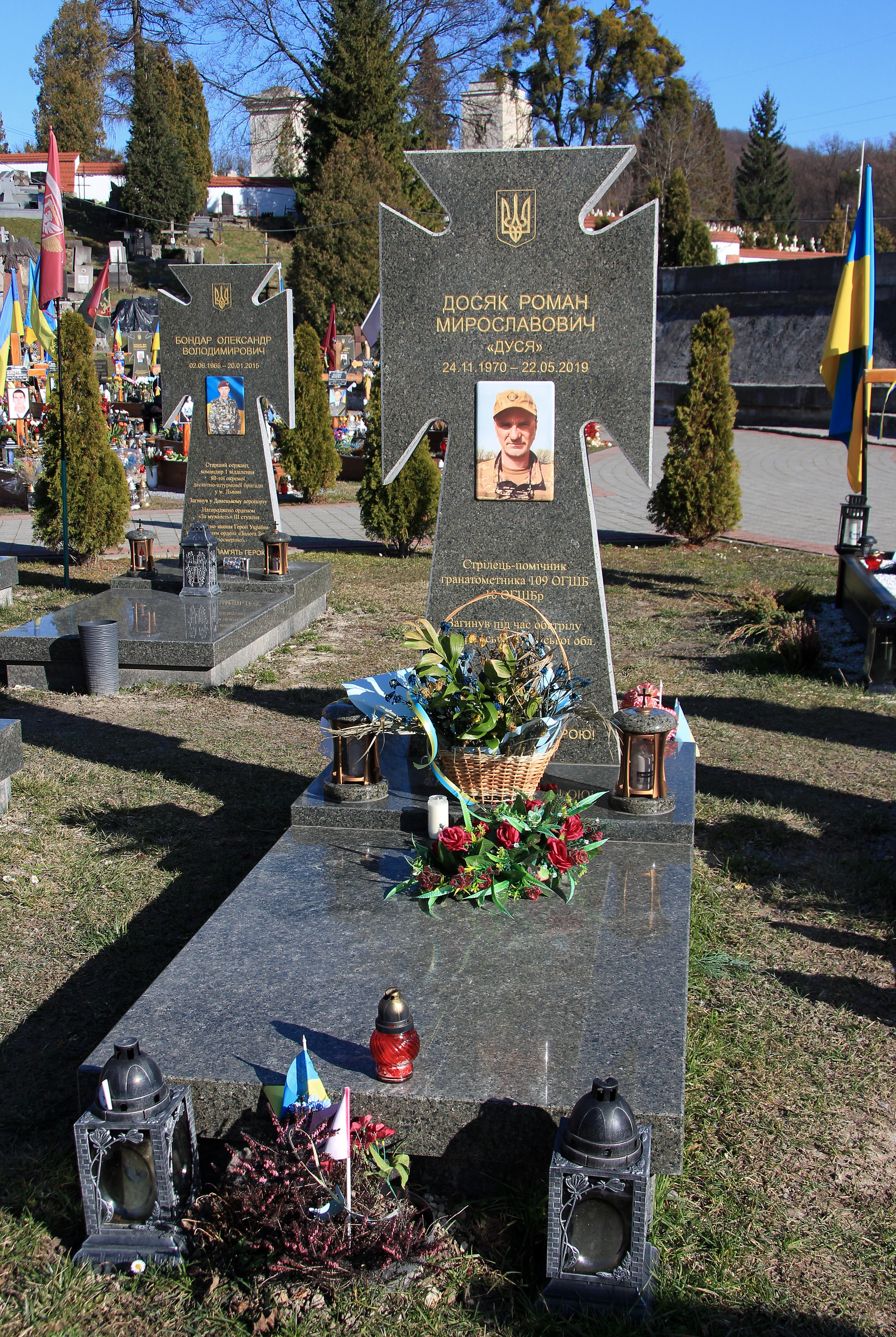

Рома́н Миросла́вович Дося́к (1970—2019) — солдат Збройних сил України, учасник російсько-української війни.

## З життєпису
Народився 1970 року у місті Львів. Закінчив Міжрегіональне вище професійне училище автомобільного транспорту та будівництва міста Львова. Мешкав у селі Ліщини (Жидачівський район, Львівська область). Був одним з тих, хто 1989 року відроджував Пласт. Учасник першого пластового табору, який силою розганяло КДБ в липні того ж року.
У часі війни — солдат, стрілець—помічник гранатометника гірсько-штурмового відділення 1-го взводу 2-ї роти, 109-й гірськоштурмовий батальйон — 27 вересня 2018 року вступив на військову службу за контрактом.
18 травня 2019 року перед опівніччю неподалік села Жолобок (Попаснянський район) задля охоплення ротного опорного пункту 10-ї бригади, яка обороняла в той час селище Кримське, група піхоти терористів перемістилася в «смугу забезпечення». Для прикриття дій своєї піхоти ворог став посилено обстрілювати українські позиції з гранатометів, великокаліберних кулеметів і стрілецької зброї. Солдати Петро Парсенович та Роман Досяк знаходилися на взводному опорному пункті і помітили переміщення ворога, тому з побратимами відкрили вогонь по групі противника. Внаслідок рішучих дій захисників ворог відступив. Для прикриття відступу терористи посилили обстріл опорного пункту, солдати Досяк і Парсенович зазнали поранень; їм надали необхідну допомогу та евакуювали. Роман Досяк у стані коми був евакуйований санітарною авіацією до лікарні імені Мечнікова. Лікарі протягом 5 діб намагалися врятувати його життя. Помер 22 травня 2019-го в Обласній клінічній лікарні ім. І. Мечникова внаслідок важкого кульового поранення голови.
Похований у Львові на Личаківському цвинтарі, поле почесних поховань № 76.
Без Романа лишились мама Ольга, сестра, дружина Наталія та двоє дітей — син (станом на 2019-й — другокласник) і донька (станом не 2019-й навчається на першому курсі в ліцеї).

## Нагороди та вшанування
- Указом Президента України № 131/2020 від 7 квітня 2020 року за «самовіддане служіння Українському народові, особисту мужність, виявлену у захисті державного суверенітету та територіальної цілісності України» нагороджений орденом За мужність III ступеня (посмертно)[2]